# Marie Geelmuyden
Marie Geelmuyden (née le 22 juillet 1856 à Horten et morte le 21 mai 1935) est une chimiste norvégienne, enseignante et auteur de manuels scolaires. Elle a été la première femme norvégienne à obtenir un diplôme en sciences.

## Biographie
Elle est la fille de Christian Torber Hegge Geelmuyden (en) (1816-1885) et de Jensine Sophie Horn (1825-1913). Le père, issu de la famille néerlandaise Geelmuyden (en), était commandant de marine, auteur de manuels scientifiques et maire de Horten. Sa mère était la fille d'un inspecteur des douanes de Risør,. Marie Geelmuyden était la nièce d'Ivar Geelmuyden (en), élu au Parlement norvégien en 1857, représentant la circonscription de Fredrikshald.
Marie Geelmuyden obtient son diplôme de gouvernante à l'école de gouvernantes de Nissen en 1878.
Elle passe l'examen artium en 1883 et l'examen philosophicum (en) en 1884. L'année suivante, son père meurt et elle commence à étudier les sciences à l'université. Parmi ses camarades de classe figurent Cecilie Thoresen Krog, Minda Ramm (en), Sofie Honoria Bonnevie (qui épousera plus tard Wilhelm Bjerknes) et Ragna Dons. Marie Geelmuyden a raconté sa période d'étudiante dans l'article "Kammeratsliv blandt realister i 80-aarene", publié dans le livre "Kvindelige studenters jubilæumsskrift".
Marie Geelmuyden obtient son diplôme de candidatus realium en 1890 et devient, avec Kathrine Dahl, la première femme titulaire d'un diplôme complet de fonction publique.
Elle a également joué un rôle actif dans la communauté étudiante et a été élue première femme présidente de la Société scientifique des étudiants ("Realistforeningen") en 1892.
Elle étudie aussi en 1903 à la Sorbonne à Paris mais ne poursuit pas de carrière scientifique. Après être devenue mère de famille, elle enseigne les matières domestiques dans des écoles de filles.
Plus tard, elle devient professeur de sciences à la Société royale norvégienne pour le développement des écoles dans tout le pays. En 1909, l'école nationale des professeurs de ménage ("Statens husstellærerhøgskole") est créée à Stabekk. Marie Geelmuyden y est employée la même année et devient ainsi l'une des premières enseignantes de l'école. Elle y travaillera jusqu'en 1926.
Elle a écrit un livre de chimie pour les "sciences domestiques".